# Ludwig Strackerjan
Peter Friedrich Ludwig Strackerjan (* 20. August 1825 in Jever; † 4. März 1881 in Oldenburg) war ein deutscher Schriftsteller, Jurist und Politiker.

## Leben
Ludwig Strackerjan wurde als Sohn des Oberamtmanns Christian Friedrich Strackerjan (1777–1848) und dessen zweiter Ehefrau Sophie geb. Brünings (1789–1863) in Jever geboren. Der spätere oldenburgische Schulleiter Karl Strackerjan war sein Bruder. Er besuchte das Gymnasium in Oldenburg und studierte ab 1843 Theologie und Jura in Jena. Während seines Studiums wurde er 1843 Mitglied der Burschenschaft auf dem Burgkeller. 1847 bestand er die juristische Abschlussprüfung und trat anschließend in Oldenburg in den Staatsdienst und war als Auditor bei verschiedenen Ämtern des Großherzogtums tätig. Im Februar 1848 wurde er Redakteur bei der „Oldenburgischen Zeitung“, ab 1856 hatte er das Amt eines provisorischen Syndikus inne und redigierte als solcher das „Gemeindeblatt“ Oldenburgs.
Strackerjan wurde im Jahr 1858 Amtsrichter in Oldenburg und 1865 zum Justizrat ernannt. Im Dezember 1872 verließ er den Staatsdienst, um juristisches Mitglied im Direktorium der Oldenburgischen Spar- und Leihbank zu werden. 
Bereits seit den 1860er Jahren beschäftigte sich Strackerjan auch mit der Landes- und Kommunalpolitik. Als Vertreter des rechten liberalen Flügels war er Mitglied des Oldenburger Stadtrats. Von 1860 bis 1869 sowie von 1878 bis 1879 war er Abgeordneter des Oldenburgischen Landtags, zuletzt auch als dessen Präsident.
Ludwig Strackerjan verfasste neben volkskundlichen und landesgeschichtlichen Artikeln in Zeitungen und Zeitschriften auch Geschichten rund um Oldenburg sowie Literatur für Kinder. Er legte umfangreiche Sammlungen von Kinderreimen, Rätseln, Sprichwörtern, Sagen und Drehorgelliedern an, die er zum Teil veröffentlichte oder thematisch ordnete. Als sein Hauptwerk gilt die zweibändige Sammlung Aberglaube und Sagen aus dem Herzogtum Oldenburg, deren Material er mittels einer Fragebogenaktion zusammengetragen hatte.
Strackerjan blieb unverheiratet.

## Ehrungen
Seit 1927 ist in Oldenburg die Strackerjanstraße nach der Familie Strackerjan benannt.

## Werke
- Aus dem Kinderleben. 1850.

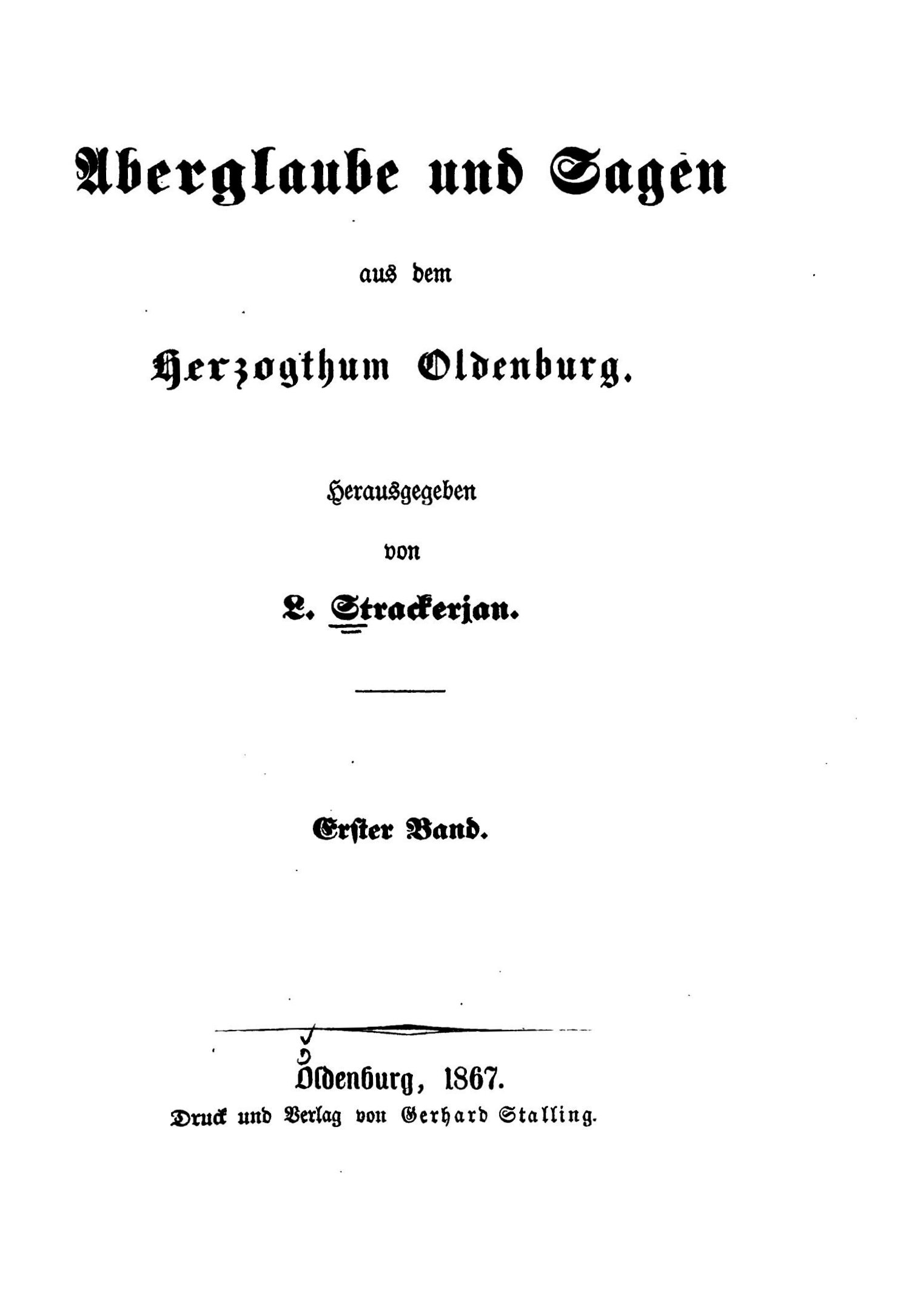

- Aberglaube und Sagen aus dem Herzogthum Oldenburg. 2 Bände. 1867 (Link zum Digitalisat in der Landesbibliothek Oldenburg). Neuausgabe Hofenberg, Berlin 2014, ISBN 978-3-8430-4122-5.
- Oldenburger Spaziergänge und Ausflüge. 1875 (Link zum Digitalisat in der Landesbibliothek Oldenburg).
- Die Osenberge. Ein Landschaftsbild aus dem Oldenburgischen. 1879 (Link zum Digitalisat in der Landesbibliothek Oldenburg).
- Deutscher Sprüche Ein Tausend. 1879 (Link zum Digitalisat).
- Von Land und Leuten; Bilder und Geschichten aus dem Herzogthum Oldenburg. 1881 (mit Nachruf) (Link zum Digitalisat in der Landesbibliothek Oldenburg).